# Kaare Dybvad
Kaare Dybvad, né le 5 août 1984 à Holbæk (Danemark), est un homme politique danois, membre du parti Social-démocratie (SD).

## Biographie

### Études et débuts en politique
Engagé au sein de la Social-démocratie, il préside plusieurs sections locales de sa branche de jeunesse entre 2002 et 2008. De 2006 à 2008, il travaille en parallèle de ses études pour le député social-démocrate Magnus Heunicke.
Il obtient une licence de géographie à l'université de Roskilde en 2009.
Il est candidat aux élections législatives de 2011 mais ne remporte pas assez de voix pour être élu et devient alors le premier suppléant des sociaux-démocrates pour la circonscription.
Il termine ses études de géographie à l'université de Copenhague en 2012. À partir de 2013, il travaille comme chef de projet à la chambre de commerce de Sjælland.
Il remporte un siège au Folketing lors des élections législatives de 2015.

### Ministre du Logement et de l'Intérieur
Il est réélu pour un second mandat lors des élections législatives de 2019. Il est nommé ministre du Logement dans le gouvernement formé le 27 juin par Mette Frederiksen après les élections. Du 17 août au 27 septembre 2020, il assure le rôle de ministre de l'Immigration et de l'Intégration par intérim, en plus de ses fonctions ministérielles de plein exercice, pendant le congé paternité de Mattias Tesfaye.
Le 21 janvier 2021, il devient ministre de l'Intérieur au cours d'un remaniement ministériel, tout en conservant ses attributions de ministre du logement.
En novembre 2021, il conclut pour le gouvernement un accord avec plusieurs partis d'opposition pour financer la construction de 22 000 nouveaux logements sociaux.

### Ministre de l'Immigration et de l'Intégration
Le 2 mai 2022, il est nommé ministre de l'Immigration et de l'Intégration à la faveur d'un nouveau remaniement. Il est réélu pour un troisième mandat au Folketing lors des 
élections de novembre 2022, puis reconduit dans ses fonctions ministérielles au sein du gouvernement Frederiksen II qui en émerge en décembre,.